# Rényi Katalin
Rényi Katalin (Budapest, 1951. május 19. – Budapest 2023. augusztus 29.) Munkácsy Mihály-díjas magyar grafikusművész, festőművész. Férje Baska József festőművész. Édesapja Rényi Tamás filmrendező. 

## Életpályája
1969-ben érettségizett a Képző- és Iparművészeti Szakközépiskolában, Balogh István, Zala Tibor, Gacs Gábor és Bognár Árpád növendékeként. 1970-75: Magyar Iparművészeti Főiskola, tervezőgrafika szak, mesterei: Baska József, Szántó Tibor, majd Barcsay Jenő. 1975-ben diplomázott a Magyar Iparművészeti Főiskola Alkalmazott grafika szakán. Készített filmplakátokat, kiállítási grafikákat, emblémákat, kiállítási katalógusokat, információs berendezéseket. A Graphis évkönyv folyamatosan közölte plakátjait. Meghívására munkái szerepeltek a Toyamai Expón. Rendszeresen részt vett külföldi és itthoni plakátkiállításokon, 1986 óta tanított az Iparművészeti Főiskolán. 1992-ben elindította a Montázs Rajzstúdiót, ahol haláláig művészpedagógiai munkásságát folytatja. A Csopaki Művésztelep alapítója.
1985-től a Magyar Iparművészeti Főiskola tanára volt. Több európai országban járt tanulmányúton. 1994-ben megkapta a Magyar Köztársasági Érdemrend aranykeresztjét.

### Reklámgrafikus és festőművész
Munkásságának jelentős részét az alkalmazott grafikai tervezések képezik: arculattervezések, kiadványok, kiállítási grafikák, információs rendszerek és csomagolások. Munkásságának fő profilja a filmplakát. A Graphis évkönyv rendszeresen közölte munkáit, Minden adott feladatnál a megrendelői elvárások figyelembe vételével igyekezett sajátos karakterű kép- és színvilágát, formai kultúráját igazítani egy-egy témához. Világos, áttekinthető megoldások találkoznak a mindig gyorsan változó technikai lehetőségeket is felhasználó elképzelésekkel.
1999-ben Koszovó INRI festménysorozata elemi erővel fogalmazza meg tiltakozását a délszláv háború borzalmai, az értelmetlen öldöklés és szenvedés ellen. Drámai képvilág, markáns formai és színvilág jellemzi ezeket a festményeket. A Szentendrei Régi Művésztelep tagja volt.

## Kiállításai

### Fontosabb egyéni kiállítások
- 1992, Vigadó Galéria
- 1993, Műcsarnok, Pálme Ház – Óriásaquarellek
- 1999, Vigadó Galéria – Koszovó INRI
- 2006, Körmendi Galéria – Színes tintákról álmodom
- 2007, Körmendi Galéria, Sopron Bakonyi-Hajnóczy ház
- 2009, Budapest Galéria – Az idők kezdetén
- 2012, Nádor Galéria – Blog
- 2012, MÚOSZ Sajtóház – A Művészet Genetikája/Művészcsalád
- 2018, MűvészetMalom, Szentendre – 21 gramm
- 2019, Római Magyar Akadémia, Róma, Olaszország – 21 grams

### Fontosabb csoportos kiállítások
- 1980-90, Nemzetközi Plakátbiennálé, Varsó • Az év legjobb plakátja kiállítások, Magyar Nemzeti Galéria, Budapest
- 1986, Szentendrei Műhelygaléria
- 1987, Arpajon, Párizs
- 1988, VI. Országos Alkalmazott Grafikai Biennálé
- 1994, XIV. Országos Akvarell Biennálé, Tábornokház, Eger
- Vízfestők Társasága kiállítás • Belvárosi Művészek Társasága, Nádor Galéria, Budapest
- 1999, Szentendrei Tárlat, MűvészetMalom, Szentendre
- 2000, Szentendrei Régi Művésztelep
- 2000, Tervezőgrafikai Biennálé Békéscsaba
- 2000, A 70 éves szentendrei Régi Művésztelep kiállítása, MűvészetMalom, Szentendre
- 2002, Tervezőgrafikai Biennálé Békéscsaba
- 2004, Tervezőgrafikai Biennálé Békéscsaba
- 2006, Tervezőgrafikai Biennálé Békéscsaba
- 2007, Szentendrei Régi Művésztelep tárlata, Sopron
- 2008, Tervezőgrafikai Biennálé Békéscsaba
- 2010, Tervezőgrafikai Biennálé Békéscsaba
- 2011, Körmendi-Csák Gyűjtemény temesvári kiállítása
- 2012, MÚOSZ Sajtóház – A Művészet Genetikája/Művészcsalád

## Könyvek
- Baska József életműalbum, Ernst Múzeum, 2005, Budapest
- Rényi Katalin életműalbum, Montázs Művészeti Bt., 2009, Budapest – ISBN 9789630665704
- Szellemidézés: Rényi Katalin verseskötet, 2013, Budapest
- 21 gramm: Rényi Katalin – Gulyás Gábor, 2018, Budapest

### Fontosabb publikációk
- Graphis évkönyvek / Svájc
- Tervezőgrafikai Biennálé / Békéscsaba, Budapest
- Magyar Design 92, Magyar Design Kulturális Alapítvány / Budapest

## Tagságok
- Magyar Alkotóművészek Országos Egyesülete
- Magyar Képzőművészek és Iparművészek Szövetsége
- Szentendrei Régi Művésztelep
- Belvárosi Festők Társasága
- Art of Evolution Alapítvány
- Csopaki Művésztelep

## Díjai
- Magyar Arany Érdemkereszt (1994)
- Munkácsy Mihály-díj (2019)

## Külső hivatkozások
- https://web.archive.org/web/20130703233323/http://renyikatalin.hu/
- https://www.facebook.com/katalin.renyi
- http://www.artendre.hu/html/renyi/index.html
- https://www.youtube.com/watch?v=Iz3E32_gH9Y
- http://www.mediainfo.hu/hirek/article.php?id=16406
- https://web.archive.org/web/20130205224735/http://artportal.hu/lexikon/muveszek/renyi_katalin
- http://www.kormendigaleria.hu/muvesz/renyi_katalin.html
- https://web.archive.org/web/20140715044953/http://ipt-toyama.com/en-item.php?id=6694&language=English
- http://www.tervezografika.hu/biennale_14/renyi_katalin0.html
- http://www.utazzitthon.hu/renyi-katalin-blog-cimu-kiallitasa-budapest.html Archiválva 2013. május 12-i dátummal a Wayback Machine-ben